# Kukačka obrovská
Kukačka obrovská (Scythrops novaehollandiae) je druh kukačky z monotypického rodu Scythrops (starořecky „hněvivé oko“), který obývá východ a sever Austrálie, Novou Guineu, Bismarckovo souostroví, Moluky, Sulawesi a Malé Sundy, jedinci byli zastiženi také na Novém Zélandu a Nové Kaledonii.
Vyznačuje se mohutným zahnutým zobákem, dlouhým až 8 cm. Obě pohlaví mají peří převážně popelavě šedé, na křídlech šedohnědé a na břiše bělavě zbarvené. Dosahuje váhy 550–930 g, délky 60–67 cm a rozpětí křídel okolo jednoho metru, je tak největší kukačkou a největším ze všech hnízdních parazitů na světě. Vejce klade do hnízd flétňáka australského, medosavky hlučné, vrány hrubozobé, kavčíka bělokřídlého nebo krahujce rudolímcového. Žije stromovým způsobem života, živí se převážně ovocem (fíky, moruše) a semeny blahovičníku, jídelníček si zpestřuje hmyzem a vejci jiných ptáků.
V severní Austrálii připadá tah kukačky obrovské na začátek období dešťů, což jí vyneslo přezdívku „stormbird“ (bouřkový pták). Druh je poměrně hojný: obývá převážně řídké lesy a mangrovy, ale stěhuje se i do blízkosti lidských sídel. Kukačky obrovské jsou poměrně plaché, ale v období rozmnožování se ozývají celou noc nezaměnitelným hlasitým křikem.

## Poddruhy
- Scythrops novaehollandiae novaehollandiae
- Scythrops novaehollandiae fordi
- Scythrops novaehollandiae schoddei